# Langues bwa
Ne doit pas être confondu avec Bwamu, Bobo (langue) ou Bwa (langue).
Les langues bwa ou le bwamu est un continuum linguistique ou un groupe de langues gur parlées au Burkina Faso et au Mali. Il comprend le bomu.
Crépuscule des temps anciens de Nazi Boni, considéré comme le premier roman burkinabè, est écrit dans un mélange de français et de Bwanu.

## Classification
Langues et variantes des langues bwa :
- bomu ;
- bwamu (Ouarkoye) ;
- bwamu cwi, ou bwamu twi ;
- bwamu laa, ou bwamu laa laa.